# Bernardo Ruiz
Bernardo Ruiz Navarrete (Orihuela, 8 januari 1925 – aldaar, 14 augustus 2025) was een Spaans wielrenner.
Hij was de eerste Spanjaard die op het podium in de Ronde van Frankrijk eindigde. Hij werd derde in 1952, na een ongenaakbare Fausto Coppi en Stan Ockers. Het jaar ervoor had hij al furore gemaakt door twee etappes te winnen en als negende te eindigen.
Een andere belangrijke overwinning is de Ronde van Spanje van 1948, waarin hij ook het bergklassement won. 
Na zijn actieve carrière was Ruiz enkele jaren ploegleider bij Faema. Onder zijn leiding won Angelino Soler de Ronde van Spanje in 1961.
Omdat er tussen 1951 en 1954 geen Ronde van Spanje werd verreden, was Bernardo Ruiz lange tijd de renner die de meeste Grote Rondes op rij uitreed: twaalfmaal tussen 1954 en 1958 (de Ronde van Spanje was toen nog de eerste Grote Ronde van het seizoen). In 2015 werd dit verbeterd door Adam Hansen.
Ruiz overleed op 14 augustus 2025 op 100-jarige leeftijd. Hij was tot zijn overlijden de oudste nog levende winnaar van een grote ronde.

## Overwinningen
1945
 Spaans kampioen op de weg, Amateurs
Eindklassement Ronde van Catalonië
1946
 Spaans kampioen op de weg, Elite
Trofeo Jaumendreu
1947
Eindklassement Ronde van Burgos
1948
 Spaans kampioen op de weg, Elite
3e (deel B), 7e en 11e etappe deel B Ronde van Spanje
 Eind- en bergklassement Ronde van Spanje
1950
8e en 14e etappe Ronde van Spanje
Clásica a los Puertos de Guadarrama
1951
10e en 21e etappe Ronde van Frankrijk
Clásica a los Puertos de Guadarrama
Barcelona-Pamplona
3e etappe Ronde van Romandië
Ronde van Castilla
1954
Eindklassement Ronde van Asturië
Eindklassement Volta Ciclista Provincia Tarragona
Ronde van Pontevedra
1955
10e etappe Ronde van Italië
4e etappe Euskal Bizikleta
1957
Elda
Murcia
Orihuela
Eindklassement Ronde van Levante
1958
GP Pascuas
 Spaans klimkampioen, Elite

## Resultaten in voornaamste wedstrijden
| Jaar | Ronde van Italië | Ronde van Frankrijk | Ronde van Spanje |
| ---- | ---------------- | ------------------- | ---------------- |
| 1945 |                  |                     | 22e              |
| 1946 |                  |                     | 13e              |
| 1948 |                  |                     | ↑ (3)            |
| 1949 |                  | opgave              |                  |
| 1950 |                  |                     | 4e (2)           |
| 1951 |                  | 9e (2)              |                  |
| 1952 | 35e              | ↑                   |                  |
| 1953 | 29e              |                     |                  |
| 1954 | 38e              | 18e                 |                  |
| 1955 | 28e (1)          | 22e                 | 14e              |
| 1956 | 38e              | 70e                 | 31e              |
| 1957 | 55e              | 24e                 | ↑                |
| 1958 |                  | 55e                 | 26e              |

| Jaar | Milaan-San Remo |  | WK op de weg |
| ---- | --------------- |  | ------------ |
| 1945 |                 |  |              |
| 1946 |                 |  |              |
| 1948 |                 |  |              |
| 1949 | 104e            |  |              |
| 1950 |                 |  |              |
| 1951 |                 |  |              |
| 1952 |                 |  |              |
| 1953 |                 |  | 23e          |
| 1954 |                 |  | 19e          |
| 1955 |                 |  |              |
| 1956 |                 |  |              |
| 1957 |                 |  |              |
| 1958 |                 |  |              |

## Ploegen
- 1947 - U.D. Sans
- 1948 - Paloma
- 1948 - U.D. Sans-Alas Color
- 1948 - Peugeot-Dunlop
- 1949 - Fiorelli
- 1949 - Peugeot-Dunlop
- 1950 - Peugeot-Dunlop
- 1951 - Paloma
- 1951 - La Perle-Hutchinson
- 1952 - Torpado
- 1952 - La Perle-Hutchinson
- 1953 - La Perle-Hutchinson
- 1953 - La Française-Dunlop
- 1953 - Welter-Ursus
- 1953 - Fiorelli
- 1954 - La Perle-Hutchinson
- 1954 - Ideor
- 1955 - Ignis
- 1955 - Splendid-d'Alessandro
- 1956 - Ignis-Varese
- 1956 - Girardengo-Icep
- 1956 - Faema-Guerra
- 1957 - Faema-Granollers
- 1957 - Ignis-Doniselli (vanaf 18-05 tot 09-06)
- 1958 - Faema-Guerra
- 1962 - Faema

Ambrosio ·
Bahamontes ·
Borcy ·
Bordin ·
Botella ·
Carizzoni ·
Clerici ·
Corrales ·
De Lathouwer ·
Decock ·
Derycke ·
Ernzer ·
van Est ·
Fornasari ·
Galdeano ·
Gaul ·
Gelabert ·
Graf ·
Hoevenaars ·
Hollenstein ·
Iturat ·
Kemp · 
Kerckhove ·
Keteleer ·
Luyten ·
Metra ·
Noyelle ·
Poblet ·
Ruiz ·
Schär ·
Schils ·
Schotte ·
Schroeders ·
Serra ·
Strehler ·
Van Der Helst ·
Van Looy ·
Vannitsen ·
Verhelst ·
Verplaetse ·
Vidaurreta
Borcy ·
Bordin ·
Botella ·
Bover ·
Chacón ·
Ciampi ·
Company ·
Decock ·
Derycke ·
Desmet ·
Emiliozzi ·
Ernzer ·
Fini ·
Fornasari ·
Galdeano ·
Gaul ·
Geers ·
Girardini ·
Gola ·
Graf ·
Grondelaers ·
Hoevenaars ·
Iturat ·
Kerckhove ·
Koblet ·
Luyten ·
Metra ·
Mostajo ·
Pacheco ·
Pavesi ·
Pellegrini ·
Ruiz ·
Scappini ·
Schär ·
Schils ·
Schroeders ·
Segú ·
Serra ·
Strehler ·
Trobat ·
Vandaele ·
Van Looveren ·
Van Looy ·
Verhelst ·
Verplaetse
Bahamontes ·
Blomme ·
Bolzan ·
Botella ·
Bover ·
Chiti ·
Ciampi ·
Company ·
Couvreur ·
Decock ·
Desmet ·
Emiliozzi ·
Ernzer ·
Fini ·
Fornasari ·
Galdeano ·
Gandolfi ·
Gaul ·
Gelhausen ·
Gillen ·
Girardini ·
Gola ·
Guarguaglini ·
Hoevenaars ·
Jiménez ·
Kerckhove ·
Loroño ·
Luyten ·
Manzaneque ·
Metra ·
Moreno ·
Mostajo ·
Pacheco ·
Paternoster ·
Pavesi ·
Pellegrini ·
Ruiz ·
Scappini ·
Schils ·
Schroeders ·
Serra ·
Strehler ·
Timoner ·
Vandaele ·
Van Gompel ·
Van Looveren · 

Van Looy ·
Verplaetse
Bernárdez ·
Berrendero ·
Botella ·
Bover ·
Colmenarejo ·
J. Gómez del Moral ·
A. Gómez del Moral ·
Jiménez ·
Mas ·
Mayoral ·
Moreno ·
Rosa ·
Ruiz ·
Sánchez ·
Seco ·
Tortella ·
Tous
- Biblioteca Nacional de España: XX864081